# Пейджер

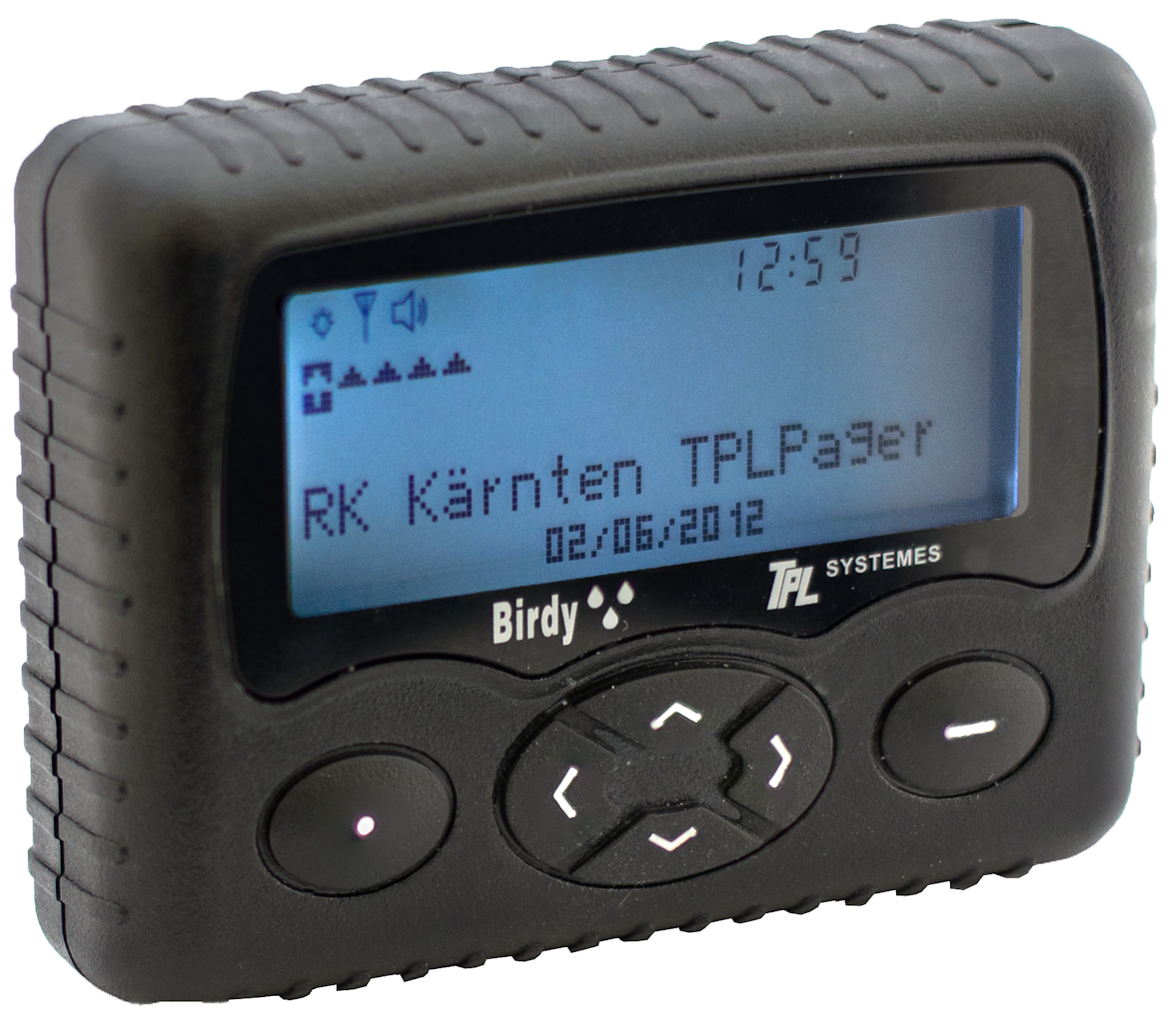
Пейджер

Пейджер (від англ. page — дрібний готельний службовець, посильний) — приймач персонального виклику.

## Загальний опис
Пейджер влаштований так, що дозволяє отримувати повідомлення, які посилаються пейджинговою мережею.
Для того, щоб відправити повідомлення на пейджер, треба набрати телефон оператора, повідомити номер або назву абонента і продиктувати повідомлення.
Кожному пейджеру в системі присвоюється індивідуальний код, який служить своєрідною адресою, за якою передана інформація потрапляє до потрібного абонента.
Повідомлення для передачі надходить по телефону або електронною поштою до оператора системи, який направляє його по радіоканалу в пейджингову мережу із зазначенням індивідуального коду одержувача. Прийом повідомлення можливий тільки пейджером — власником цього коду. Обсяг переданої інформації може досягати декількох сотень знаків, тривалість передачі — кілька секунд.
Пейджер має пам'ять, що дає змогу записувати прийняті повідомлення й потім переглядати їх у будь-який зручний для користувача час. До широкого розповсюдження стільникового зв'язку пейджери коштували менше, ніж мобільні телефони. Пейджер зручний у випадках, коли двосторонній зв'язок необов'язковий, наприклад, для виклику аварійних бригад у випадку аварій на лініях електропередач, на газо- і нафтопроводах, для зв'язку з відпочивальниками на дачі за відсутності телефону, для сповіщення жителів прибережних селищ про насування шторму.
Перший у світі пейджер випустила компанія Motorola 1956 року. Перші пейджери взяли на озброєння працівники лікарень та менеджери. Потім пейджери завели[уточнити] собі всі, хто хотів бути завжди доступним.
В Україні пейджери були досить популярні в 1990-х.[джерело?] У 1993—1997 роках вони були модним аксесуаром і ознакою успішності, а далі (1997—1999) поширилися практично повсюдно і стали буденними. На початку 2000-х завдяки поширенню мобільних телефонів і зниженню вартості послуг мобільного зв'язку і SMS, пейджери практично зникли з ужитку.

## Переваги
Пейджинговий зв'язок, порівняно зі стільниковим, має ряд переваг:
- Дешевизна зв'язку;
- Безпека: відсутність передавача в пейджері (є тільки приймач) ускладнює можливість визначення місцезнаходження пристрою;
- Автономність: батарейки ААА, а рідше АА вистачає приблизно на місяць роботи пейджера (при середній інтенсивності використання).
- Економія частотного ресурсу: у транкових і стільникових мережах одна частота (з шириною каналу 25 кГц) має ресурс для обслуговування 25-50 абонентів, в пейджингу — 10-15 тисяч абонентів (у форматі POCSAG) і 40-80 тисяч (FLEX).

Також існує так званий «двосторонній пейджинг», при якому реалізована можливість відправки коротких повідомлень безпосередньо з абонентського обладнання.

## Інциденти
В Лівані пейджери принаймні до 2024 року пейджери використовувалися угруповуванням Хезболла для зв'язку, чим скористалися в Моссаді. 17 вересня 2024 року Ізраїльські спецпризначенці використали пейджери, щоб у потрібний час підірвати їх, це призвело до багатотисячних поранених та жертв серед учасників терористичного угруповання. Хезболла відмовилася від високотехнологічних пристроїв та смартфонів, які відносно легко відстежувати, натомість їх намагалися замінити на "броньовані" пейджери, і ізраїльські спецслужби скористалися такою можливістю. 10 листопада ізраїльський прем'єр-міністр Біньямін Нетаньяху визнав, що операцію провів саме Ізраїль.
Ізраїльська розвідка почала готувати пейджери з вмонтованою вибухівкою, паралельно запустивши дезінформацію через закупівельників Хезболли, щоб метою переконати їх придбати потрібну модель. Броньовані апарати задовольнили угруповання, після чого було закуплено тисячі своїх пристроїв для бойовиків. Всі пристрої було закуплено у компанії, створеної Моссадом.

## Галерея

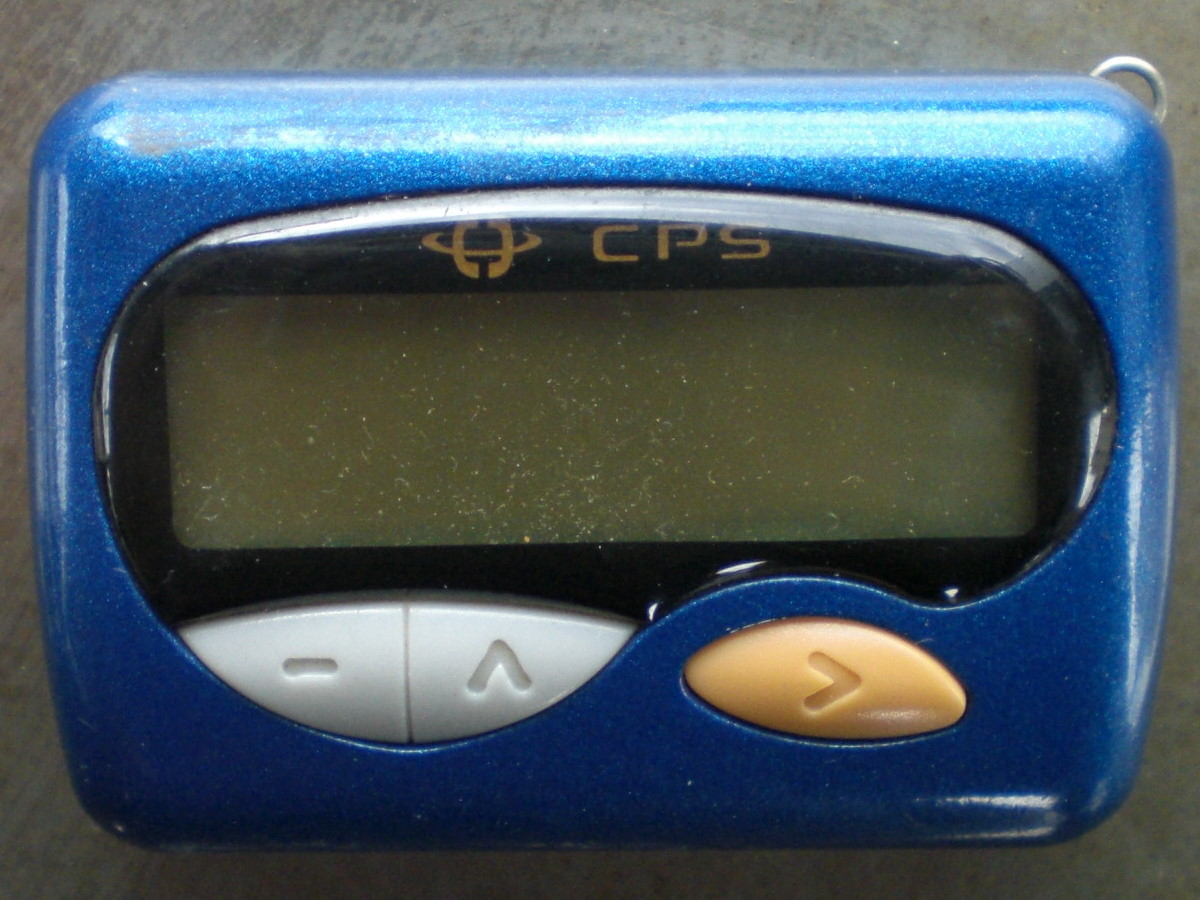
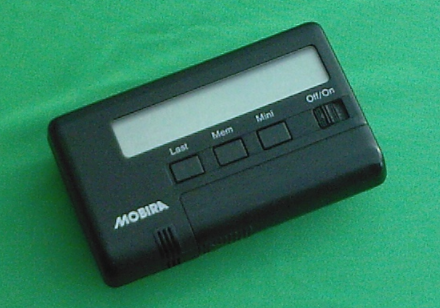
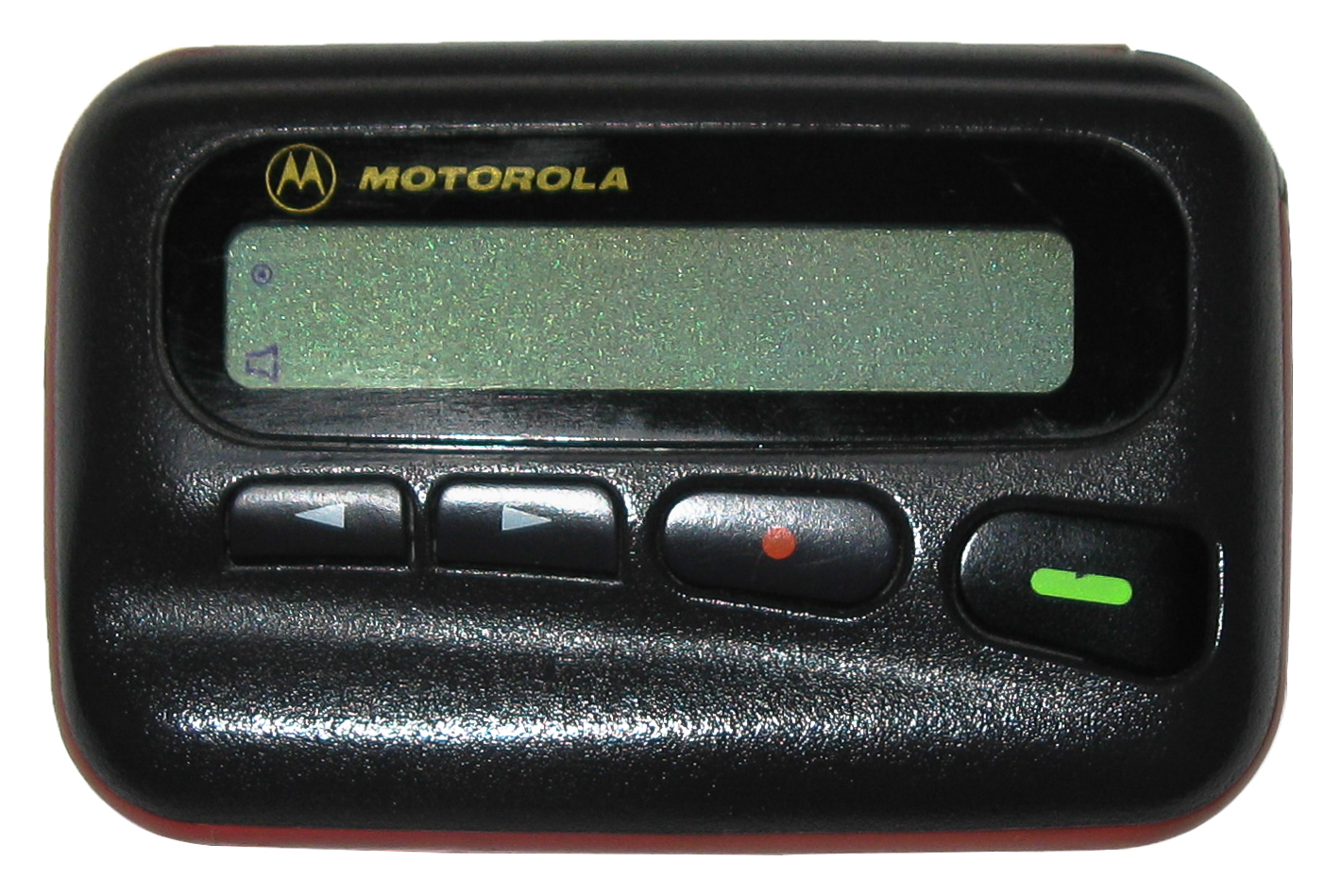
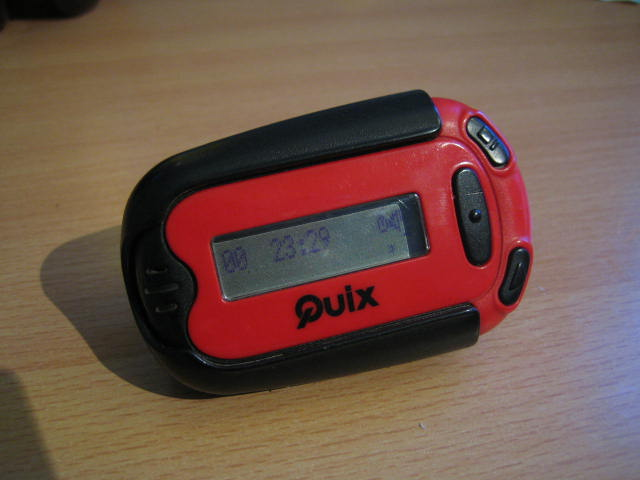
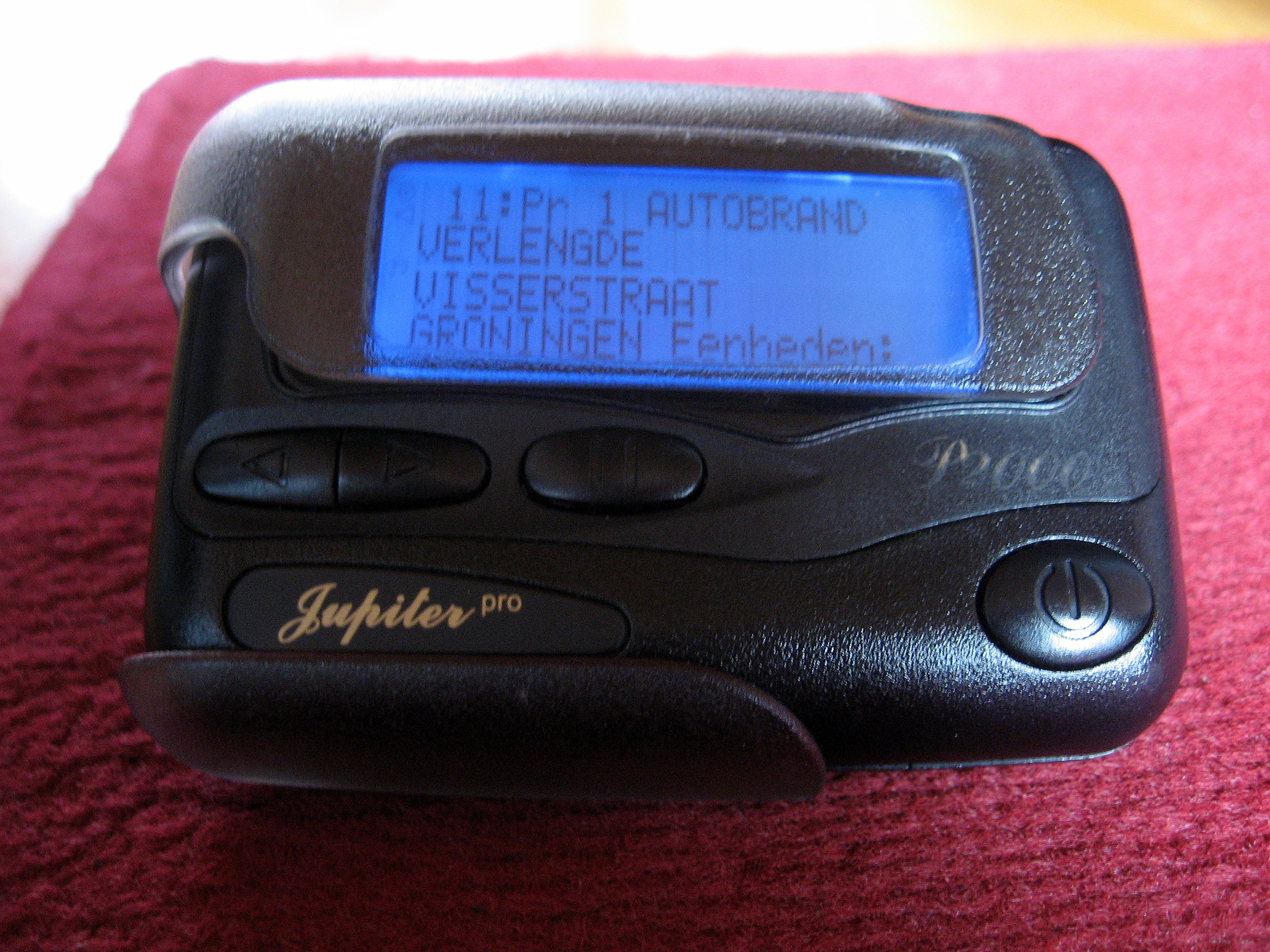